# Darcy Hordichuk
Darcy Dean Hordichuk (* 10. August 1980 in Kamsack, Saskatchewan) ist ein ehemaliger kanadischer Eishockeyspieler, der im Verlauf seiner aktiven Karriere zwischen 1998 und 2013 unter anderem 559 Spiele für die Atlanta Thrashers, Phoenix Coyotes, Florida Panthers, Nashville Predators, Vancouver Canucks und Edmonton Oilers in der National Hockey League auf der Position des linken Flügelstürmers bestritten hat. Hordichuk verkörperte den Spielertyp des Enforcers.

## Karriere
Darcy Hordichuk wurde in der sechsten Runde an 180. Stelle von den Atlanta Thrashers im NHL Entry Draft 2000 gezogen. Hordichuk spielte in den letzten Jahren auch noch für die Phoenix Coyotes und Florida Panthers, bis er zu den Nashville Predators für einen Viertrunden-Pick im NHL Entry Draft 2005 transferiert wurde. Die Predators holten Hordichuk nach Nashville wegen seiner harten und sehr physischen Spielweise. In der Saison 2005/06 stellte er gleich mehrere persönliche Bestmarken auf: in gespielten Spiele (74), Toren (7), Assists (6), Punkten (13) und Strafminuten (163). Bevor er zu den Nashville Predators wechselte, erzielte er überhaupt gerade einmal sechs Punkte in 130 Spielen. Am 24. November 2006 gegen die Los Angeles Kings teilte Hordichuk sehr viel aus, vor allem mit seinen Fäusten, dies brachten ihm 27 Strafminuten und eine Suspendierung von drei Spielen ein. 
Hordichuk besaß bei den Predators auch eine eigene Radio-Sendung, bekannt als The Darcy Hordichuk Show. Am 20. Juni wurden Hordichuks Transferrechte für einen Draftpick zu den Carolina Hurricanes transferiert, die ihn jedoch wenige Tage später zu den Vancouver Canucks ziehen lassen mussten. Anfang Oktober 2010 tauschten ihn die Canucks gegen Andrew Peters von den Florida Panthers ein. Am 1. Juli 2011 unterzeichnete er einen Kontrakt für ein Jahr bei den Edmonton Oilers. Nach der Spielzeit wurde der Vertrag um ein weiteres Jahr verlängert. Nachdem er zur Saison 2013/14 kein neues Team gefunden hatte, gab er im März 2014 bekannt, dass er sich vom aktiven Sport zurückzieht.

## Erfolge und Auszeichnungen
- 2001 Turner-Cup-Gewinn mit den Orlando Solar Bears

## Karrierestatistik
(Legende zur Spielerstatistik: Sp oder GP = absolvierte Spiele; T oder G = erzielte Tore; V oder A = erzielte Assists; Pkt oder Pts = erzielte Scorerpunkte; SM oder PIM = erhaltene Strafminuten; +/− = Plus/Minus-Bilanz; PP = erzielte Überzahltore; SH = erzielte Unterzahltore; GW = erzielte Siegtore; 1 Play-downs/Relegation; Kursiv: Statistik nicht vollständig)